# خانه خیراندیش
خانه خیراندیش  مربوط به دوره پهلوی است و در کرمان، خیابان فردوسی، تقاطع سپه واقع شده و این اثر در تاریخ ۲۸ فروردین ۱۳۸۰ با شمارهٔ ثبت ۳۷۱۱ به‌عنوان یکی از آثار ملی ایران به ثبت رسیده است.